# Galeana kommun, Nuevo León
Galeana är en kommun i Mexiko.   Den ligger i delstaten Nuevo León, i den centrala delen av landet, 600 km norr om huvudstaden Mexico City.
Följande samhällen finns i Galeana:
- Galeana
- Aquiles Serdán
- San Francisco de los Blancos
- San Joaquín
- Dieciocho de Marzo
- Estados Unidos
- San José de las Joyas
- Refugio de los Ibarra
- San Marcos
- Francisco Villa
- La Lagunita
- Pinal Alto
- Lote Uno Fracción Navidad
- La Presita de Berlanga
- Venustiano Carranza Grupo B
- Miguel Hidalgo
- Río de San José
- El Cedral
- La Esperanza
- San Juan de Dios
- Samaniego y la Becerra
- San Jorge
- Santa Cruz de Sauces
- Barrio de Jalisco